# Concours Eurovision de la chanson junior 2016
Embrace
- Pays participants
- Pays ayant participé dans le passé, mais pas à l'édition 2016

Sofia 2015 Tbilissi 2017
Le Concours Eurovision de la chanson junior 2016 est la 14e édition du Concours Eurovision de la chanson junior et a lieu 20 novembre 2016 à La Valette, capitale de Malte, pays ayant remporté la précédente édition avec Destiny Chukunyere chantant le titre Not My Soul. 
Cette édition est remportée par la chanson Mzeo représentant la Géorgie, interprétée par Mariam Mamadashvili. C'est ainsi la troisième victoire du pays, après 2008 et 2011. La Géorgie devient alors le premier pays à remporter le Concours trois fois.
Depuis la création du Concours en 2003, c'est la première fois que le concours n'est pas diffusé un samedi en première partie de soirée mais un dimanche durant l'après-midi.

## Préparation du concours

### Nouveau superviseur exécutif
En décembre 2015 une annonce est faite concernant le licenciement, pour des raisons non évoquées, du superviseur exécutif de l'Eurovision junior, Vladislav Yakovlev, présent depuis la 11e édition en 2013. Il est remplacé par Jon Ola Sand, superviseur exécutif de la version adulte du Concours Eurovision de la chanson depuis 2011.

### Changements du règlement
Au cours d'une conférence de presse, le Groupe de référence annonce que plusieurs changements au format de vote sont introduits pour l'édition 2016. Contrairement aux éditions précédentes, au cours desquelles les points attribués étaient une combinaison constituée pour moitié des votes des jurys nationaux et pour l'autre moitié du télévote, seuls les jurys professionnels seront désormais pris en compte, mettant ainsi un terme à l'utilisation de télévote pour la première fois dans l'Eurovision junior.
De plus, la tranche d'âge autorisée des participants évolue en passant de 10-15 ans à 9-14 ans.

### Logotype et slogan
Le logotype a été dévoilé le 13 mai 2016 lors de la conférence de presse du 61e Concours Eurovision de la chanson se déroulant à Stockholm.
Le slogan de cette édition est Embrace (en français Enlacer).

## Pays participants
Dix-sept pays participent au Concours, parmi eux, Chypre revient après une année d'absence et la Pologne revient, quant à elle, après onze ans d'absence et une dernière participation en 2004. Israël revient après une absence de trois ans et sa dernière participation en 2012.
À l'inverse, trois pays se retirent de la compétition: le Monténégro, Saint-Marin et la Slovénie.
| Ordre | Pays        | Artiste                          | Chanson                               | Langue               | Place | Points |
| ----- | ----------- | -------------------------------- | ------------------------------------- | -------------------- | ----- | ------ |
| 01    | Irlande     | Zena Donnelly                    | Brice ar Bhríce                       | Irlandais, anglais   | 10    | 122    |
| 02    | Arménie     | Anahit Adamyan et Mary Vardanyan | Tarber (Տարբեր)                       | Arménien, anglais    | 2     | 232    |
| 03    | Albanie     | Klesta Qehaja                    | Besoj                                 | Albanais, anglais    | 13    | 38     |
| 04    | Russie      | Water Of Life Project            | Water Of Life                         | Russe, Anglais       | 4     | 202    |
| 05    | Malte H T   | Christina Magrin                 | Parachute                             | Anglais              | 6     | 191    |
| 06    | Bulgarie    | Lydia Ganeva                     | Valšeben den (Вълшебен ден)           | Bulgare, anglais     | 9     | 161    |
| 07    | Macédoine   | Martija Stanojković              | Love Will Lead Our Way                | Macédonien, anglais  | 12    | 41     |
| 08    | Pologne     | Oliwia Wieczorek                 | Nie zapomnij                          | Polonais, anglais    | 11    | 60     |
| 09    | Biélorussie | Alexander Minenok                | Muzyka moih pobed (Музыка моих побед) | Russe, anglais       | 7     | 177    |
| 10    | Ukraine     | Sofiya Rol                       | Planet Craves For Love                | Ukrainien, Anglais   | 14    | 30     |
| 11    | Italie      | Fiamma Boccia                    | Cara Mamma (Dear Mom)                 | Italien, anglais     | 3     | 209    |
| 12    | Serbie      | Dunja Jeličić                    | U La La La                            | Serbe                | 17    | 14     |
| 13    | Israël      | Shir et Tim                      | Follow My Heart                       | Hébreu, anglais      | 15    | 27     |
| 14    | Australie   | Alexa Curtis                     | We Are                                | Anglais australien   | 5     | 202    |
| 15    | Pays-Bas    | Kisses                           | Kisses And Dancin                     | Néerlandais, anglais | 8     | 174    |
| 16    | Chypre      | Giorgos Michailidis              | Dance Floor                           | Grec, anglais        | 16    | 27     |
| 17    | Géorgie     | Mariam Mamadashvili              | Mzeo (მზეო)                           | Géorgien             | 1     | 239    |

## Pays ne participant pas en 2016
| Pays        | Note | Dernière participation |
| ----------- | --- | ---------------------- |
| Azerbaïdjan | Aucune information n'a été fournie. Seule la liste des participants indiquait que le pays ne participerait pas.                                                                                          | Eurovision junior 2013 |
| Danemark    | Le 22 novembre 2015, le Danemark annonce ne pas revenir à la compétition. Le diffuseur estime que le Concours Eurovision Junior ne présente pas d'intérêt.                                               | Eurovision junior 2005 |
| Grèce       | Le 25 mai 2016, la Grèce annonce qu'elle ne participerait pas au Concours en 2016. Les raisons ne sont pas données.                                                                                      | Eurovision junior 2008 |
| Lettonie    | Malgré l'annonce de Vladislav Yakovlev selon laquelle les pays baltes souhaitaient participer au Concours, la Lettonie a indiqué le 23 mai 2016 qu'elle ne participerait pas au Concours.                | Eurovision junior 2011 |
| Moldavie    | Le 13 juillet 2016, la Moldavie annonce, sans donner ses raisons, qu'elle ne participerait pas à l'édition 2016 du Concours.                                                                             | Eurovision junior 2013 |
| Monténégro  | Le 29 août 2016, le diffuseur RTCG a annoncé son retrait en raison des mauvaises place au Concours. | Eurovision junior 2015 |
| Norvège     | Le 24 mai 2016, le diffuseur NRK indique qu'il ne prendra pas part au Concours en 2016. | Eurovision junior 2005 |
| Portugal    | Aucune information n'a été fournie. Seule la liste des participants indiquait que le pays ne participerait pas.                                                                                          | Eurovision junior 2007 |
| Royaume-Uni | Le 26 mai 2016, le diffuseur ITV a annoncé qu'il reviendrait pas au Concours | Eurovision junior 2005 |
| Saint-Marin | Le pays a annoncé son retrait le 14 juillet 2016. Les raisons du retrait ne sont cependant pas citées.                                                                                                   | Eurovision junior 2015 |
| Slovénie    | Le 24 mai 2016, le diffuseur RTV SLO a annoncé son retrait en raison des changements apportés au règlement du Concours. Cependant ils ne précisent pas lequel de ces changements a motivé leur décision. | Eurovision junior 2015 |
| Suisse      | Le 5 juillet, le diffuseur suisse RSI a annoncé qu'il ne prendrait pas part au Concours 2016 en raison des coûts de participation.                                                                       | Eurovision junior 2004 |
| Belgique    | Malgré les discussions ayant eu lieu, ces pays ne reviendront pas en 2016 . | Eurovision junior 2012 |
| Espagne     | Malgré les discussions ayant eu lieu, ces pays ne reviendront pas en 2016 . | Eurovision junior 2006 |
| France      | Malgré les discussions ayant eu lieu, ces pays ne reviendront pas en 2016 . | Eurovision junior 2004 |
| Lituanie    | Malgré les discussions ayant eu lieu, ces pays ne reviendront pas en 2016 . | Eurovision junior 2011 |
| Suède       | Malgré les discussions ayant eu lieu, ces pays ne reviendront pas en 2016 . | Eurovision junior 2014 |